# Joseph de Puisaye
Joseph-Geneviève, conde de Puisaye (Mortagne-au-Perche, 1755 - Hammersmith, cerca de Londres, Inglaterra, 13 de septiembre de 1827). Fue uno de los principales contrarrevolucionarios franceses.
Procedente de una antigua y noble familia, los condes de Perche, al igual que otros hijos no primogénitos nobles, estaba destinado al clero (fue tonsurado a los siete años), pero prefirió dedicarse a la carrera militar.
En 1783, compra un cargo de coronel de los Gardes Suisses de la Casa del Rey. En 1788, se casa con Louise Le Sesne, heredera del marqués de Ménilles, propietario del Castillo de Ménilles, cerca de Pacy-sur-Eure. Sin embargo, sigue muy vinculado con su región natal y en 1789, es elegido diputado de la nobleza del Perche en los Estados Generales. Se alinea de parte de la minoría de este orden, se reúne con el tercer estado, pero permanece discreto en la Asamblea Nacional.
El 24 de junio de 1790, sin embargo, protesta contra la abolición de la nobleza. Ascendido en 1791 a mariscal de campo, se retira tras la sesión a sus tierras de Ménilles. Será elegido al mando de la Guardia Nacional en el distrito de Évreux.

## Del federalismo a la contrarrevolución
A pesar de ser un gran admirador de la constitución británica, y de ser partidario de las reformas, pasa a ser un decidido oponente al régimen por la acusación contra el rey. Se une a la oposición girondina y recibe, junto a Wimpffen, el mando del Ejército federalista de Normandía en 1793.
Sus tropas serán derrotadas en julio, tras la batalla de Brécourt, llamada "batalla sin lágrimas", ya que en realidad no hubo enfrentamiento. Puisaye había pasado la noche en su Castillo de Ménilles, donde se hallaba su esposa, mientras su ejército estaba acampado en las cercanías, en la meseta de Madrie, cerca del castillo de Brécourt. Las tropas federalistas, poco motivadas y probablemente ebrias se dieron a la fuga tras verse sobresaltadas por un cañonazo disparado desde el campo enemigo.
Puisaye pasó a la clandestinidad. Llegó a Bretaña, en donde reunió y reorganizó los restos de la Chuanería en el Departamento de Ille-et-Vilaine, movimiento que debe su nombre a los hermanos Chuan. Se mostró muy activo, relacionándose con otros jefes, creando un consejo militar, imprimiendo moneda, enviando emisarios a Londres, de donde acabará consiguiendo poderes del conde de Artois y ayuda monetaria y armamentística del gobierno inglés. Doblando esfuerzos para convertirse en el líder de la confederación realista de Bretaña, multiplicará las proclamas, y a pesar de no ser reconocidos por todos los demás jefes chuanes, acabará apareciendo como el alma del partido realista en esa región.

## La expedición de Quiberon

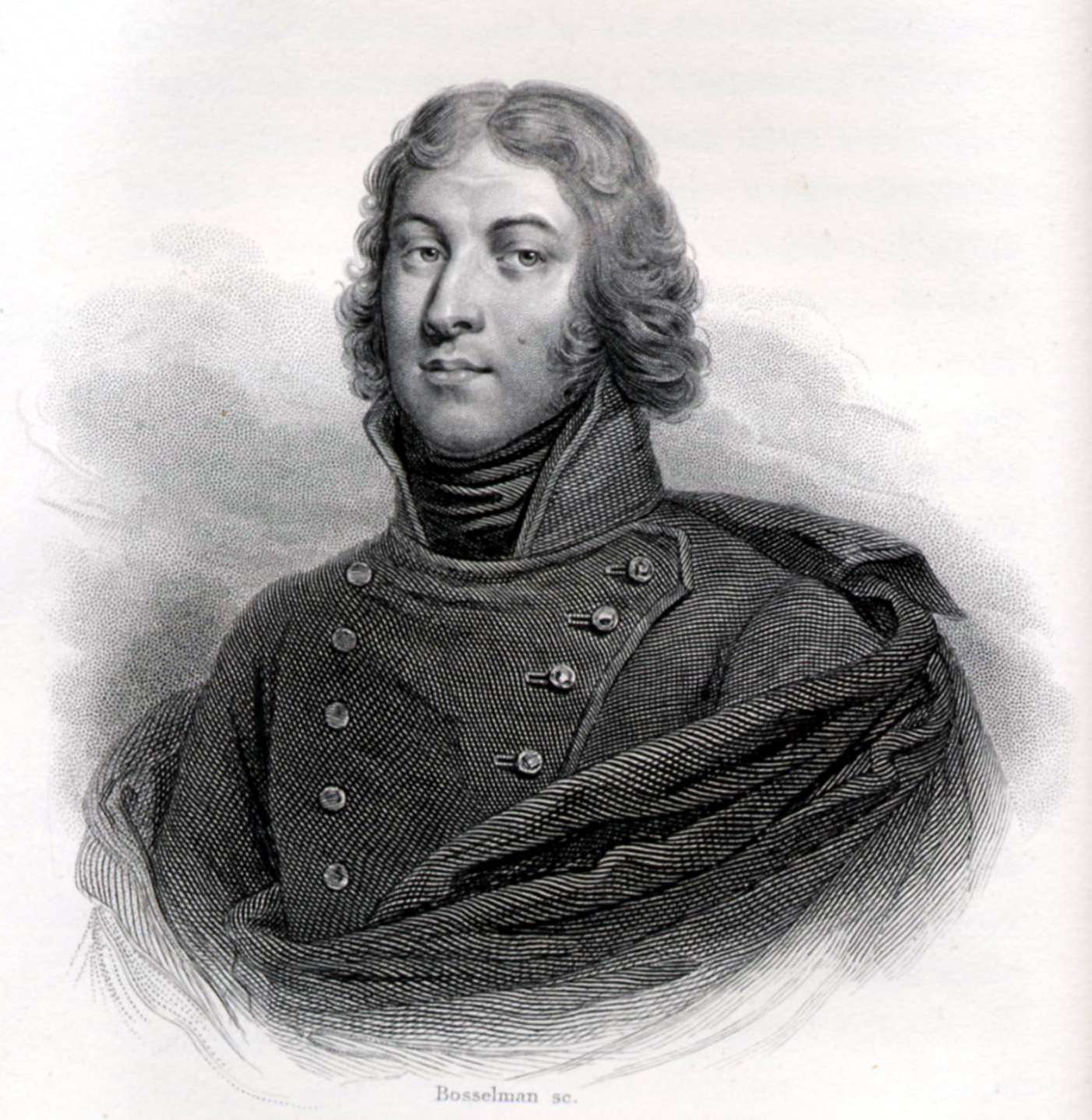
El general Lazare Hoche, vencedor en Quiberon.

En el mes de septiembre de 1794, pasa clandestinamente a Inglaterra, en donde es recibido con muchas reservas, ya que los emigrados lo consideran un aliado circunstancial, cuando no un agente de la Convención. Sin embargo, Puisaye se une al conde de Botherel y a la Marche, obispo de Saint-Pol de Léon. Acaba obteniendo del Conde de Artois (futuro Carlos X de Francia), que entonces se halla en Edimburgo, poderes casi ilimitados, y se gana la confianza de los ministros Pitt, Windham y Dundas. Estos últimos acaban confiándole la responsabilidad de una operación de desembarco en las costas de Bretaña, junto a Louis Charles d'Hervilly. Este último había recibido el mando de los regimientos de emigrados, mientras Puisaye, con título de Teniente General, tenía plena autoridad sobre los realistas del interior en Bretaña y Normandía.
Llevados por una flota de tres barcos de línea, seis fragatas y algunas cañoneras, escoltando 97 navíos de transporte, el ejército de los emigrados desembarca en dos tiempos en Quiberon a partir del 25 de junio de 1795.
El plan de Puisaye consistía en dirigirse inmediatamente después del desembarco hacia el interior de Bretaña para extender la revuelta. En cambio, D'Hervilly, junto a Charles de Sombreuil, tiene sus dudas: se atrinchera en la península de Quiberon a la espera de refuerzos. El general Lazare Hoche, aprovecha la situación, ocupa el terreno, se apodera del fuerte Penthièvre, que domina la entrada de la península, y ataca a un adversario aún mal organizado. Se contarán 1.200 muertos entre las filas de los emigrados. Las tropas de Hoche hacen 10 000 prisioneros.
Las instrucciones de la Convención, comunicadas por los comisarios de la República, Blad y Tallien, eran inapelables. Mujeres y niños son puestos en libertad, pero se producen 757 condenas a muerte (unos 600 emigrados y un centenar de chuanes); unos pocos condenados conseguirán escapar antes de la ejecución (entre seis y treinta según las fuentes).
Puisaye, junto a algunos emigrados, consiguió reunirse con la flota inglesa. Sus adversarios denunciaron su implicación en el asunto.
Al desembarcar de nuevo en Bretaña en circunstancias poco favorables, fracasó en su intento de federar las fuerzas realistas. Su altivez y orgullo le hacen impopular, y es especialmente criticado por los partidarios de Georges Cadoudal. Desautorizado por el conde de Artois, del que había anunciado prematuramente la llegada a Vendée, deja el mando el 5 de diciembre de 1797.

## Rechazado por los suyos
Regresa entonces a Londres, consigue del gobierno inglés en agosto de 1798 una concesión en el condado de York, en Canadá, a la que se unen algunos subsidios. Junto a algunos oficiales y soldados que le permanecieron fieles, trata de crear una colonia chuan. Será un fracaso, y Puisaye se instalará en Niagara antes de regresar a Inglaterra en 1803.
En Londres, tuvo que enfrentarse a la hostilidad de los emigrados y de los príncipes (en especial el conde de Artois, futuro Carlos X). Estos tienen dudas acerca de su fidelidad a la causa realista; niegan sus capacidades militares y lo consideran poco más que un instrumento del gobierno inglés, tanto más cuanto había obtenido la nacionalidad británica en 1802. Puisaye los irritará aún más con la publicación de sus Memorias en seis volúmenes, muy rebatidas por sus adversarios.
Puisaye no regresó a Francia tras la Restauración, probablemente debido a la hostilidad de Luis XVIII, del futuro Carlos X y de la mayoría de los antiguos emigrados. Siguió viviendo en Inglaterra, en donde contaba con una interesante pensión del gobierno británico. Murió en Blythe-House, cerca de Hammersmith.
Sus archivos fueron legados al British Museum.